# Andree Köthe

Andree Köthe (2011)

Restaurant Essigbrätlein

Andree Köthe (* 1964 in Dohrenbach) ist ein deutscher Koch.

## Werdegang
Andree Köthe ist seit 1989 Inhaber des seit 2007 mit zwei Michelin-Sternen ausgezeichneten Restaurants Essigbrätlein in Nürnberg. Der Name ist der fränkische Begriff für Sauerbraten. Das kleine Restaurant liegt in der Altstadt von Nürnberg und ist seit über 450 Jahren ein Gasthaus.
Dort arbeitet er seit 1997 gemeinsam mit Yves Ollech als Küchenchef. Der Gault Millau ernannte ihn zum Koch des Jahres 2012 in Deutschland. Seitdem vergibt der Gault Millau 18 Punkte.
Seit 2008 steht Gemüse im Mittelpunkt der Küche, ohne die oft in der Sternegastronomie üblichen Edelprodukte.

## Privatleben
Andree Köthe ist Vater von fünf Kindern.

## Auszeichnungen
- 1999: Ein Michelinstern[8]
- 2007: Zwei Michelinsterne[8]
- 2012: Koch des Jahres von Gault Millau
- 18 Punkte Gault Millau[8]
- 2021: Koch des Jahres von Der Feinschmecker[9]

## Publikationen
- Andree Köthe und Yves Ollech: Die Kunst des Würzens. Girschek Verlag 1999, ISBN 3-906263-02-9.
- Andree Köthe und Dagmar Ehrlich: Weine 1999. Wegweiser für den Einkauf. Girschek 1999, ISBN 978-3-926442-21-5.
- Andree Köthe: SZ Bibliothek der Köche, Süddeutsche Zeitung / Bibliothek 2008, ISBN 978-3-86615-567-1.
- Andree Köthe und Yves Ollech: Gemüse. Tre Torri Verlag, 2011, ISBN 978-3-941641-24-2.
- Andree Köthe und Yves Ollech: Gemüse2: Rezepte aus dem Essigbrätlein. Tre Torri Verlag, 2015, ISBN 978-3-944628-62-2.